# Dos enamorados
Dos enamorados è un brano musicale della cantante italiana Laura Pausini. È il 3° singolo estratto nel 1997 solo in Spagna dall'album Las cosas que vives del 1996. È la versione spagnola di Due innamorati come noi.

## Il brano
La musica è composta da Roberto Buti e Roberto Capaccioli; il testo è scritto da Cheope; l'adattamento spagnolo è di Badia, quello portoghese è di Cláudio Rabello.
La canzone in lingua italiana Due innamorati come noi, presente nell'album Le cose che vivi, non viene estratta come singolo in Italia e pertanto non è pubblicata su supporto audio, non viene trasmessa in radio e non è presente il videoclip.
La canzone viene tradotta anche in lingua portoghese con il titolo Apaixonados como nós, inserita nell'album Le cose che vivi per il mercato brasiliano ed estratta come 2º ed ultimo singolo in Brasile.
Vengono trasmessi quindi in radio i due brani in lingua spagnola e in lingua portoghese; non vengono realizzati i tre videoclip.

## Tracce
CDS - Promo 000549 Warner Music Spagna
1. Dos enamorados

CDS - 1049 Warner Music Messico
1. Dos enamorados (Laura Pausini)
2. Due innamorati come noi (Laura Pausini)
3. Aria Ario (Paolo Meneguzzi)
4. Aria Ario (Paolo Meneguzzi)
5. Amor entero (Miguel Bosé)
6. L'autoradio (Miguel Bosé)

Download digitale
1. Due innamorati come noi
2. Dos enamorados
3. Apaixonados como nós

## Pubblicazioni
Due innamorati come noi viene inserita in versione Live negli album Laura Live World Tour 09 e Laura Live Gira Mundial 09 del 2009 (Medley Soft video).
Apaixonados como nós viene inserita in versione Live nell'album San Siro 2007 del 2007 (Medley audio e video).

## Classifiche
Posizioni massime
| Classifica (1997)            | Posizione |
| ---------------------------- | --------- |
| Stati Uniti (Latin Song)     | 37        |
| Stati Uniti (Latin Pop Song) | 4         |

## Colonna sonora
Nel 1997 Due innamorati come noi viene utilizzato come colonna sonora della telenovela brasiliana O Amor está no ar.